# Condado de Letcher
El condado de Letcher (en inglés: Letcher County), fundado en 1842, es uno de 120 condados del estado estadounidense de Kentucky. En el año 2000, el condado tenía una población de 25,277 habitantes y una densidad poblacional de 29 personas por km². La sede del condado es Whitesburg.

## Geografía
Según la Oficina del Censo, el condado tiene un área total de 878 km² (339 mi²), de la cual 878 km² (339 mi²) es tierra y 0 km² (0 mi²) (0.0%) es agua.

### Condados adyacentes
- Condado de Knott (noroeste)
- Condado de Pike (noreste)
- Condado de Wise (Virginia) (sureste)
- Condado de Harlan (sur)
- Condado de Perry (suroeste)
- Condado de Fleming (suroeste)
- Condado de Mason (oeste)

## Demografía
Según la Oficina del Censo en 2000, los ingresos medios por hogar en el condado eran de $21,110, y los ingresos medios por familia eran $24,869. Los hombres tenían unos ingresos medios de $30,488 frente a los $17,902 para las mujeres. La renta per cápita para el condado era de $11,984. Alrededor del 27.10% de la población estaban por debajo del umbral de pobreza.

## Localidades
| - Blackey - Fleming-Neon - Ermine | - Isom - Jenkins - Letcher | - McRoberts - Seco - Whitesburg |

### En inglés
- Sitio web oficial
- Letcher County Public Schools
- Jenkins Independent Schools
- Letcher County Library District
- The Kentucky Highlands Project
- Riverside Days Festival - Whitesburg, Kentucky
- Letcher County genealogy
- National Geographic Magazine (ZipUSA article)
- Letcher County: Head of Three Rivers Water Quality Project
- Letcher County Central High School
- Letcher County Area Technology Center
- Whitesburg Weather
- Whitesburg Masonic Lodge # 754
- Letcher County Chamber of Commerce Archivado el 4 de febrero de 2015 en Wayback Machine.
- Esta obra contiene una traducción  derivada de «Letcher County, Kentucky» de Wikipedia en inglés, publicada por sus editores bajo la Licencia de documentación libre de GNU y la Licencia Creative Commons Atribución-CompartirIgual 4.0 Internacional.

- Datos: Q505499
- Multimedia: Letcher County, Kentucky / Q505499